# Le Maniaque (film, 1977)
Pour les articles homonymes, voir Le Maniaque et Bare-knuckle.
Pour plus de détails, voir Fiche technique et Distribution.
Le Maniaque (Bare Knuckles) est un film d'action américain de blaxploitation réalisé par Don Edmonds et sorti en 1977.

## Synopsis
Zachary Kane, un chasseur de primes de Los Angeles, est à la recherche d'un tueur en série masqué en liberté.

## Fiche technique
- Titre français : Le Maniaque[1]
- Titre original anglais : Bare Knuckles
- Réalisation, scénario et production : Don Edmonds
- Société de production : Mustang Films
- Pays de production :  États-Unis
- Langue originale : anglais américain
- Format : couleurs par Metrocolor - 1,85:1 - Son mono - 35 mm
- Durée : 90 minutes
- Genre : film d'action de blaxploitation
- Dates de sortie :
  - États-Unis : septembre 1977

## Distribution
- Robert Viharo (en) — Zachary Kane
- Sherry Jackson (en) — Jennifer Randall
- Michael Heit — Richard Devlin
- Gloria Hendry — Barbara Darrow
- John Daniels (en) — Black
- Karen Kondazian — Pamela Devlin
- Essex Smith — Efrom
- Richard Kennedy — Police captain
- Patrick M. Wright — Max Baumer
- Jace — Kido
- Kyôko Fuji — Oriental Girl
- Valerie Rae Clark — Massage Girl
- John Dewey Carter — Deke
- James Freedman — Risso
- Amber Hunt — Rita

## Production
Le directeur Edmonds a déclaré qu'il n'avait obtenu aucun permis pour le film, qu'il avait été réalisé pour 25 000 dollars et que 25 000 dollars supplémentaires avaient été dépensés en biens et services.

## Postérité
C'est l'un des films qui ont inspiré Quentin Tarantino, et il a été sélectionné par Tarantino lui-même pour être projeté lors de son festival Grindhouse de Los Angeles en 2007. En mai 2008, il a été projeté par Will, le fils de Robert Viharo, dans le cadre de son programme théâtral Thrillville, qui existe depuis longtemps.
Le duo hip-hop Gangrene a échantilloné le thème d'ouverture du film pour la chanson Breathing Down Yo Neck, avec le rappeur MED, sur leur premier album Gutter Water.